# Cartierul Dâmbu
Cartierul Dâmbu – wieś w Rumunii, w okręgu Prahova, w gminie Berceni. W 2011 roku liczyła 465 mieszkańców.